# Quella strega di Pippi Calzelunghe
Quella strega di Pippi Calzelunghe (På rymmen med Pippi Långstrump, lett. "In fuga con Pippi Calzelunghe") è un film svedese-tedesco del 1970 diretto da Olle Hellbom, con i protagonisti della serie televisiva Pippi Calzelunghe.
La pellicola, che fa da epilogo all'intera serie, è un seguito del film Pippi Calzelunghe e i pirati di Taka-Tuka. A differenza degli altri capitoli della serie il soggetto non è stato tratto da alcun precedente romanzo di Astrid Lindgren. Quest'ultima ha comunque scritto la sceneggiatura per il film, che ha successivamente adattato sotto forma di un libro omonimo, edito in Italia per la Vallecchi.

## Trama
Tommy ed Annika amici di Pippi Calzelunghe, scappano di casa stufi di ubbidire agli ordini della madre dopo aver ricevuto una punizione severa. Nella fuga, sono accompagnati dalla stessa Pippi.
Durante il viaggio, ai tre ne capitano di tutti i colori: rifugiatisi in un vecchio edificio il cavallo Zietto scappa, impaurito dai fulmini. Nella vecchia casa incontrano Konrad, inventore della super-colla universale. Tommy, Annika e Pippi nel loro girovagare, prima sono costretti a scalare un dirupo: tuttavia i due fratelli rischiano di cadere giù, ma la protagonista miracolosamente li regge poi quest'ultima con un mezzo di fortuna una botte, viaggia promettendosi di unirsi agli altri due alla fine del viaggio in botte.
Una volta terminato il viaggio, i tre hanno problemi ad incontrarsi: Pippi trova una bici di fortuna da un robivecchi, ma non si accorge che essa non ha le ruote riuscendo comunque dopo un bel po' a raggiungerli.
Alla fine, i tre senza cibo e senza soldi sono costretti ad esibirsi cantando delle canzoncine nelle piazze con l'intenzione di racimolare i soldi per mangiare.
In seguito mentre viaggiano a scrocco su un treno, saltano su di un carro che trasporta del fieno; così finiscono nella casa del proprietario del carro, salvando dall'assalto di un toro inferocito prima lui e poi uno dei suoi figli. In segno di riconoscenza, ai tre protagonisti viene donata un'automobile sgangherata che Pippi con l'ausilio di una mistura di acqua piovana, di escrementi di mosche e di zanzare e della super-colla di Konrad, riesce a guadagnare la velocità di un Concorde e a far volare. Finito il carburante, la protagonista è costretta a fare ammarare il mezzo presso un'isola.
Mentre i tre si fanno il bagno, una mucca mangia i vestiti di Tommy ed Annika; Pippi riesce a trovare due sacchi di iuta per vestire temporaneamente i due. I tre decidono di fare uno spettacolo in cui la protagonista fa la funambola per racimolare qualche quattrino, ma vengono arrestati da un poliziotto.
Pippi riesce a far evadere il gruppo che entrato in un casolare per ripararsi dalla pioggia, incontra di nuovo Konrad; di lì a poco si presenta davanti alla casa Zietto, il quale riaccompagna a casa la comitiva.
Tommy ed Annika dopo essersi messi a letto, sentono bussare alla finestra: è Pippi che in groppa ad una scopa, raccomanda loro di ricordarsi delle avventure appena vissute.

## Produzione
Pur trattandosi di una storia originale, il film riprende dal romanzo della Lindgren qualche episodio che non era stato adattato nella serie televisiva, come il breve viaggio di Pippi nella botte, la sua lotta contro il toro e la sua esibizione funambolesca.
Sia nel romanzo che nei precedenti capitoli della serie, la protagonista possedeva una forza sovrumana, oltre ad una certa invulnerabilità, ma non era comunque in grado di compiere magie. Tuttavia, in quest'ultimo film gli autori hanno iniziato a far sì che manifestasse alcune doti sovrannaturali. Ella infatti riesce prima ad andare in una bici senza ruote, poi a far prendere il volo ad un'automobile, e alla fine del film a volare a cavallo di una scopa; suggerendo quindi che potrebbe essere in realtà una piccola strega buona; da qui il titolo italiano. L'elemento soprannaturale è stato successivamente riproposto anche nel film americano Le nuove avventure di Pippi Calzelunghe, del 1988.
Le riprese ebbero luogo tra l'11 maggio e il 7 settembre 1970 nei distretti di Råsunda e Hässelby Villastad, e nelle province di Gotland e Hälsingland.
All'epoca delle riprese Villa Villacolle era stata venduta per essere trasportata nel parco tematico di Kneippbyn. La casa, essendo smontata per via del trasloco, venne utilizzata per le riprese solo parzialmente. Essa fu collocata in due diversi luoghi: su una collina in riva al mare (all'inizio del film) e nella radura di un bosco (nelle ultime due scene in cui appare). In entrambe le postazioni la casa non disponeva di una recinzione come in origine; le riprese esterne integrali vennero dunque eseguite utilizzando un modellino in miniatura. L'auto che Pippi ripara era una Pontiac Streamliner del 1948.
Hans Alfredson (Konrad) faceva parte di un duo comico assieme Tage Danielsson. I due erano stati inizialmente considerati per interpretare i ladri Karlsson e Blom della serie originale. Anche il signor Nilsson e il cavallo Zietto avrebbero dovuto prendere parte all'avventura dei ragazzi. Tuttavia gli animali erano troppo difficili da gestire sul set, tanto da dover essere sedati, e si decise quindi di diminuire notevolmente la loro presenza nel film.

## Colonna sonora
Le canzoni cantate dai tre piccoli protagonisti sono state composte da Georg Riedel su testi di Astrid Lindgren.
1. Mors Lilla Lathund
2. Sommarsången
3. Lira Lara Loppan
4. I En Djup, Oändlig Skog – canzone popolare di Carl Olof Rosenius

## Distribuzione

### Date di uscita e titoli internazionali
- 14 novembre 1970 in Svezia (På rymmen med Pippi Långstrump)
- 5 dicembre in Danimarca (Pippi stikker a')
- 18 dicembre in Finlandia (Peppi Pitkätossu karkuteillä)
- 27 maggio 1971 in Germania dell'Ovest (Pippi außer Rand und Band)
- aprile 1972 in Italia (Quella strega di Pippi Calzelunghe)
- 1973 in Giappone (長くつ下のピッピ, Nagakutsushita no Pippi)
- 20 dicembre 1973 nei Paesi Bassi (Pippi zet de boel op stelten)
- 15 febbraio (prima TV, 4 episodi) / 20 maggio 1975 (cinema) in Spagna (Pippi lo pasa pipa)
- 1977 negli Stati Uniti (Pippi on the Run)

### Edizione italiana
Il film giunse nelle sale italiane nell'aprile 1972. Come il film precedente, anche questo venne trasmesso nel 1980 da Rai 2 in quattro puntate con nuovo doppiaggio basato sull'edizione per la televisione tedesca. In questo caso oltre ad alcune scene inedite nella versione cinematografica, la versione televisiva presentava un diverso montaggio e in parte anche una diversa colonna sonora. Sempre a causa dell'adattamento dei dialoghi effettuato sul copione tedesco, come nel precedente film Villa Villacolle diventa Villa Kunterbunt. Da allora il film è sempre stato distribuito con il secondo doppiaggio anche nelle edizioni home video, sia all'interno della serie che come film a sé stante.

### Edizione giapponese
Curiosamente, la pellicola fu la prima della serie ad arrivare al cinema in Giappone. Venne infatti distribuita con il semplice titolo di "Pippi Calzelunghe". A creare ulteriore confusione fu l'uscita nelle sale giapponesi dei precedenti film di montaggio, che vennero distribuiti spacciandoli come dei sequel di questo film. Quando il lungometraggio uscì in DVD venne coerentemente reintitolato Zoku - Nagakutsushita no Pippi, ovvero "Pippi Calzunghe - Il seguito".

## Accoglienza
Rispetto al capitolo precedente il film ricevette critiche migliori ma non entusiastiche. Ne venne lodata la regia e la fotografia, mentre ne fu criticato il ritmo eccessivamente lento e la mancanza di creatività. Venne inoltre fatto notare come Pippi fosse meno ribelle verso l'autorità degli adulti rispetto alla serie. Anche questo film, come il precedente, è stato apprezzato maggiormente dalla critica tedesca.